# Молочная лавка

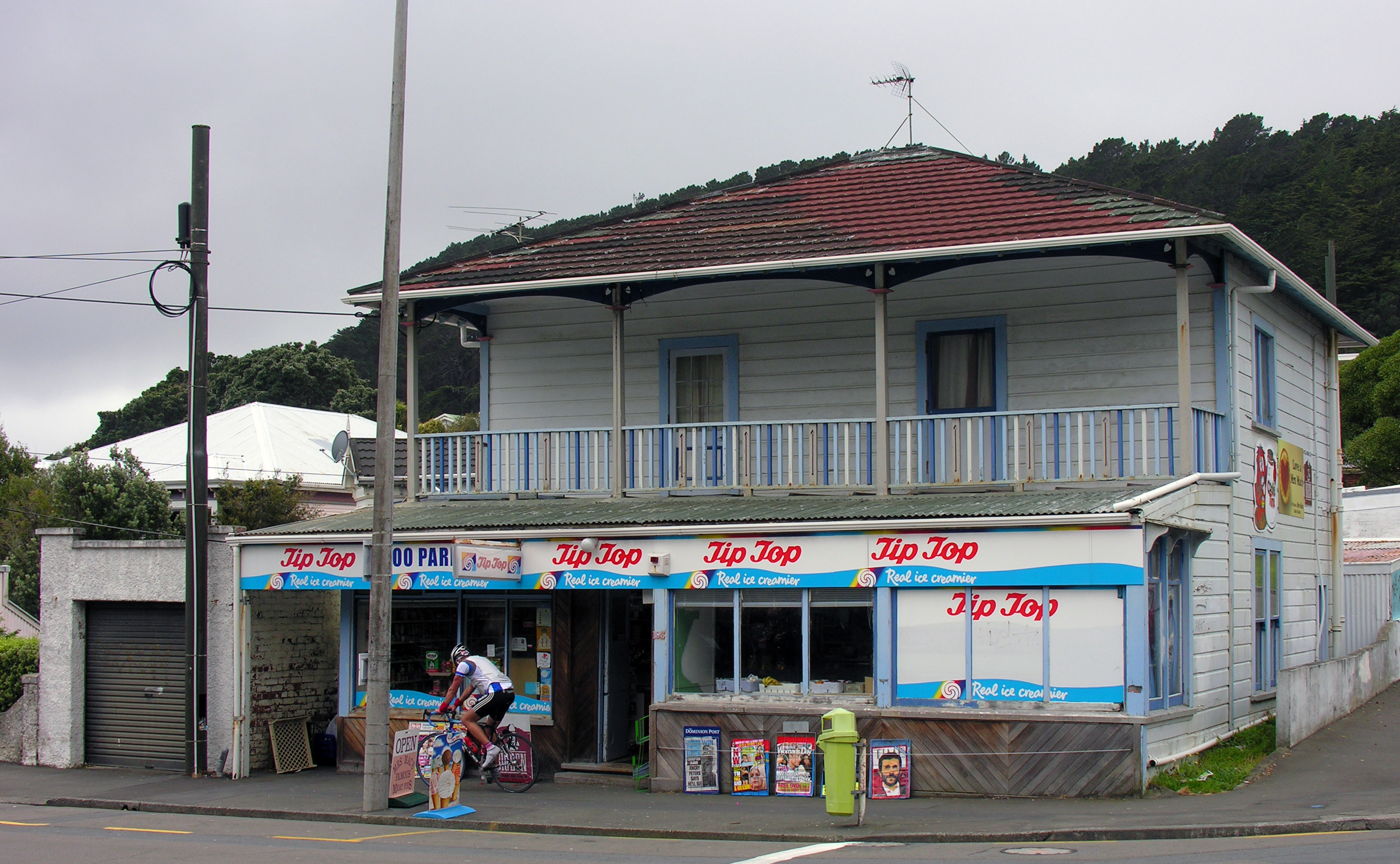
Молочная лавка в Ньютауне, Веллингтон

Молочная лавка в Новой Зеландии — небольшой магазин шаговой доступности, принадлежащий владельцу и имеющий лицензию на продажу продуктов питания, яиц, молока, молочных продуктов, скоропортящихся товаров, газет и других основных продуктов в обычные часы работы и после них. Австралийский термин «молочный бар» также часто используется для описания молочных лавок.

## Происхождение и использование
К концу 1930-х годов в новозеландском английском термин «молочная лавка» стал широко использоваться для обозначения небольших магазинов. Скоропортящиеся продукты, такие как молоко и яйца, раньше доставлялись в городские дома с молочных ферм. К концу 1930-х годов такие продукты появились в небольших магазинах, и термин стал использоваться для обозначения этих магазинов. Помимо этого значения, в новозеландском английском сохраняются общие значения термина «молочная лавка», относящиеся к молоку, молочным продуктам и связанным с ними отраслям.
В новозеландском английском языке различие между молочными магазинами, супермаркетами и продуктовыми магазинами становится всё более размытым, что было признано Управлением по лицензированию продажи спиртных напитков в 1991 году и Комиссией по правовым вопросам. Факторами, способствующими размыванию значений, являются отмена ограничений на часы работы магазинов по воскресеньям, неоднозначность законов о продаже алкоголя и отмена ограничений на виды товаров, которые могут продаваться в молочных магазинах.

## Бизнес и культура
Молочные фермы зарабатывают деньги за счёт продолжительного рабочего дня, а не за счёт высоких наценок, и не являются сверхприбыльными. Будучи небольшими предприятиями, они не могут получать оптовые скидки, которые есть у супермаркетов. Поскольку молочные фермы должны быть открыты в течение длительного времени, чтобы оставаться прибыльными, они почти всегда являются семейными предприятиями, в которых члены семьи работают в магазине. В 1945 году в Новой Зеландии была введена 40-часовая рабочая неделя, что привело к закрытию большинства продуктовых магазинов по субботам. Молочным фермам было разрешено работать в нерабочее время и по субботам.
В 1990-х и 2000-х годах молочные фермы стали менее прибыльными, поскольку другие магазины заняли их нишу, а близлежащие магазины открывались в нерабочее время. С введением в 1990 году нерегулируемого режима работы супермаркетов и заправочных станций молочные фермы начали терять свои конкурентные преимущества.

### Собственность иммигрантов

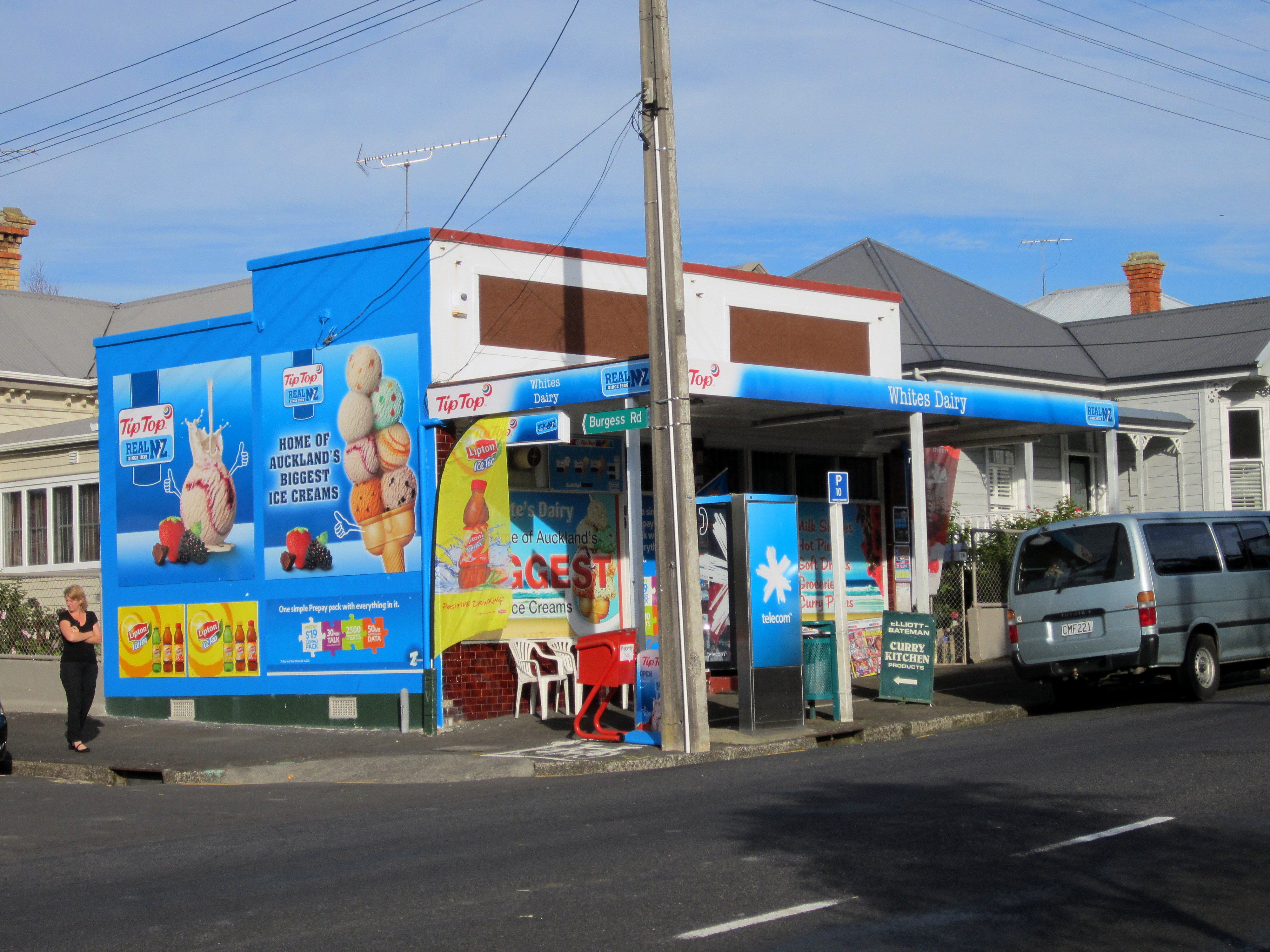
Молочная ферма в Девонпорте, Окленд

Исследование, проведённое в 1994 году, показало, что 227 из 269 молочных ферм (84,387%) в центральной части Окленда принадлежали индийцам. Молочные фермы часто принадлежат иммигрантам, которые могут столкнуться с трудностями при трудоустройстве. Некоторые владельцы молочных ферм хотели, чтобы их дети получили «белую» или профессиональную профессию, в то время как другие молочные фермы принадлежали нескольким поколениям, и дети брали на себя управление фермой, когда становились взрослыми.

### Продажи алкоголя и легальные максимумы
Закон о продаже спиртных напитков (1989) запрещал продажу спиртных напитков «в любом магазине, известном как молочная лавка», не давая чёткого определения, что такое молочная лавка. После принятия этого закона молочные лавки начали менять ассортимент, чтобы получить лицензию на продажу спиртных напитков. Это привело к «распространению небольших магазинов, которые отличаются от молочных ферм только тем, что имеют лицензию на продажу алкоголя». Законодательство способствовало стиранию различий между молочными фермами и продуктовыми магазинами в новозеландском английском.
Закон о продаже и поставках алкоголя 2012 года был призван закрыть эту непреднамеренную лазейку, уточнив, какие магазины могут продавать алкоголь, и гарантировав, что молочные и продуктовые магазины не смогут продавать алкоголь. Закон вызвал критику со стороны владельцев молочных ферм.
Закон о психоактивных веществах (2013) запрещает молочным фермам продавать легальные наркотики.